# Municipio de Goodwill
El municipio de Goodwill (en inglés: Goodwill Township) es un municipio ubicado en el condado de Roberts en el estado estadounidense de Dakota del Sur. En el año 2010 tenía una población de 844 habitantes y una densidad poblacional de 8,98 personas por km².

## Geografía
El municipio de Goodwill se encuentra ubicado en las coordenadas 45°35′43″N 97°3′4″O / 45.59528, -97.05111. Según la Oficina del Censo de los Estados Unidos, el municipio tiene una superficie total de 93.95 km², de la cual 93,83 km² corresponden a tierra firme y (0,13 %) 0,12 km² es agua.

## Demografía
Según el censo de 2010, había 844 personas residiendo en el municipio de Goodwill. La densidad de población era de 8,98 hab./km². De los 844 habitantes, el municipio de Goodwill estaba compuesto por el 11,02 % blancos, el 0,12 % eran afroamericanos, el 85,07 % eran amerindios, el 0,47 % eran de otras razas y el 3,32 % eran de una mezcla de razas. Del total de la población el 1,78 % eran hispanos o latinos de cualquier raza.